# Riverbend (Montana)
Riverbend es un lugar designado por el censo ubicado en el condado de Mineral en el estado estadounidense de Montana. En el Censo de 2010 tenía una población de 484 habitantes y una densidad poblacional de 44,07 personas por km².

## Geografía
Riverbend se encuentra ubicado en las coordenadas 47°8′43″N 114°49′57″O / 47.14528, -114.83250. Según la Oficina del Censo de los Estados Unidos, Riverbend tiene una superficie total de 10.98 km², de la cual 10.19 km² corresponden a tierra firme y (7.24%) 0.8 km² es agua.

## Demografía
Según el censo de 2010, había 484 personas residiendo en Riverbend. La densidad de población era de 44,07 hab./km². De los 484 habitantes, Riverbend estaba compuesto por el 94.42% blancos, el 0.21% eran afroamericanos, el 2.27% eran amerindios, el 1.03% eran asiáticos, el 0% eran isleños del Pacífico, el 0.62% eran de otras razas y el 1.45% pertenecían a dos o más razas. Del total de la población el 1.65% eran hispanos o latinos de cualquier raza.